# Wang Mang
Wang Mang ((kinesiska: 王莽?, pinyin: Wáng Măng)) (45 f.Kr.-6 oktober 23 e.Kr.), stilnamn Jujun (巨君), var en officer under Handynastin som övertog tronen från familjen Liu och grundlade Wang Mangs interregnum från 9 till 23. 
Handynastin återupprättades efter hans störtande och hans styre utgör delningen mellan den västra handynastin (före interregnum) och östra handynastin (efter interregnum). Vissa historiker har traditionellt ansett Wang vara en usurpator, medan andra har porträtterat honom som en visionär och osjälvisk social reformator. Även om han var en lärd konfucian som sökte implementera det harmoniska samhälle som han såg i äldre tider slutade hans försök i kaos.
Wang Mangs faster var härskarinna i den västra handynastin, och genom detta släktskap blev han successivt allt högre uppsatt tills han tog över makten år 9. Han försökte öka regeringens inflytande på jordägandet, och förminska de stora böndernas inflytande.
Wang Mang var gift med kejsarinnanorna Wang och Shi.